# Ahwaz

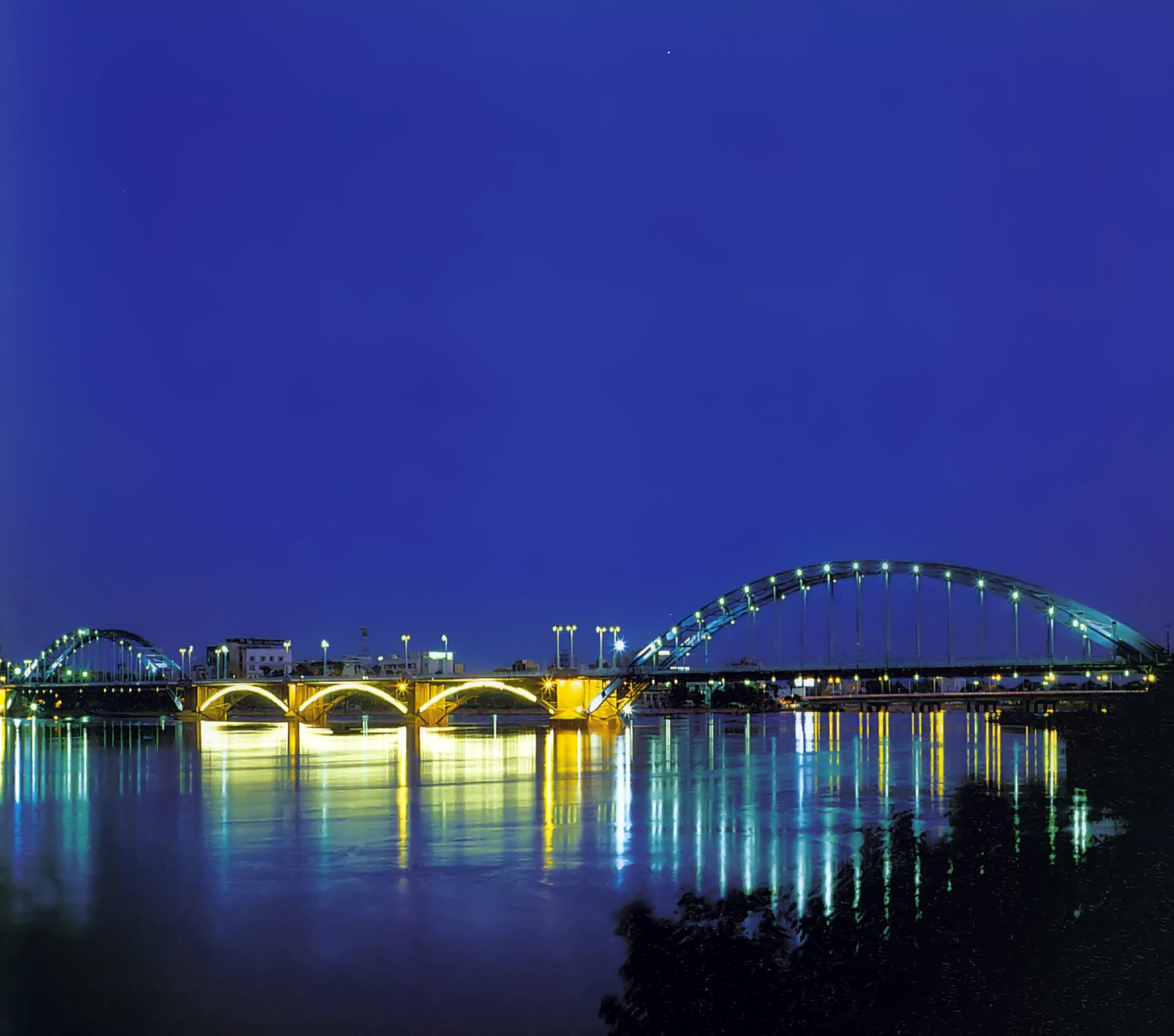
Pont sobre el Karun

Ahwaz (persa: اهواز, Ahvāz,  escoltar (?·pàg.); àrab: اهواز, Ahwāz) és una ciutat de l'Iran, capital de la província de Khuzestan.

## Dades geogràfiques
Està construïda en el riu Karun (l'únic navegable de l'Iran), que la creua pel mig i a uns 20 metres sobre el nivell de la mar. La població era el 2006 d'1.338.126 habitants. El seu nom persa és Ahvaz, forma farsi del nom àrab Ahwaz, al seu torn un plural derivat del persa huz (singular) per anomenar els habitants locals en període aquemènida, kuzi (grec: ouxioi), i que venia de l'elamita Suz (Susa). El nom Huz està a l'origen de l'àrab Khuzestan.
Es troba a 120 km al nord-oest d'Abadan. La ciutat està dividida essencialment en dos districtes, la ciutat nova (a la dreta del Karun) i la ciutat vella (a l'esquerra). El clima és calorós a l'estiu i suau a l'hivern. La pluja anual és de 195 mm. A la ciutat, hi ha quatre universitats principals (Universitat de ciències mèdiques, Universitat de la tecnologia del petroli, Universitat d'Ahvaz i Universitat Islàmica Azad d'Ahvaz), i altres universitats i escoles. La ciutat disposa de metro urbà, d'estació de ferrocarril i d'un aeroport.

## Història
Ja existia en època preislàmica i es pensa que podria ser l'Aginis dels grecs o la Tareiana dels aquemènides. En aquesta ciutat, va arribar l'almirall Nearc després del seu viatge per mar des de l'Índia. Probablement, el rei sassànida Artaxerxes I va refundar la ciutat amb el nom d'Hormoz-Ardašīr; la ciutat estava als dos costats del riu i l'una es deia amb el nom del déu i l'altra amb el del rei. El nom es va contraure en Dārāvāšīr. Una de les dues era anomenada Hūǰestān-vāčār ('Mercat del Ḵūzestān') i l'altra, seu del governador i els nobles, va agafar la contracció d'Hormošīr.
La zona administrativa fou destruïda pel general àrab musulmà Otba ben Gazwan al segle vii, i la van anomenar Sūq al-Ahwāz ('Mercat dels susians'). A les fonts cristianes i siríaques, apareix la regió de Bēṯ Hūzāyē, i la ciutat com a Hormozd Ardašīr o Hormezdšēr, la qual era seu d'un bisbat des del 410. El general sassànida Hormozan es va retirar a Šūštar, i finalment, assetjat, es va rendir als musulmans (641/642). Vers el 685, la regió va caure en mans dels azràquides, kharigites radicals, contra els quals va fer una expedició el general omeia Uthman ben Ubayd Allah ben Mamar.
A la segona meitat del segle ix, fou seriosament afectada per la rebel·lió dels zandj, el cap dels quals, "el tapat pel vel" (al-mobarka) va ocupar la ciutat el 874/875 i la va saquejar, esclavitzà els seus habitants i en cremà els edificis. El 980 romania, però, encara com a capital de província quan la visitar Makdasi. Posteriorment, es va despoblar en bona part i al segle xii l'anònim continuador d'Ibn Ḥawkal diu que estava despoblada i que havia estat suplantada per Askar Mokram com a primera ciutat de la regió.
Després de l'època buwàyhida ja no apareix a les cròniques. La destrucció d'una presa que devia passar després del 1400 la va acabar d'arruïnar. Sota els safàvides, la província va rebre el nom d'Arabistan.
En la Guerra anglopersa de 1857 fou ocupada per una força angloíndia dirigida pel general Outram, enviada des de Moḥammara (moderna Korramshahr). En aquest temps, la província era anomenada encara Arabistan i era un govern general de la dinastia Qajar. El 1900 tenia 2.060 habitants. El descobriment de petroli a la zona la va fer reviure i el 1926 fou restablerta com a capital del Khuzestan. Va passar dels cent mil habitants el 1948.
- Per al moviment independentista d'Ahwaz, vegeu Khuzestan.

## Personatges famosos

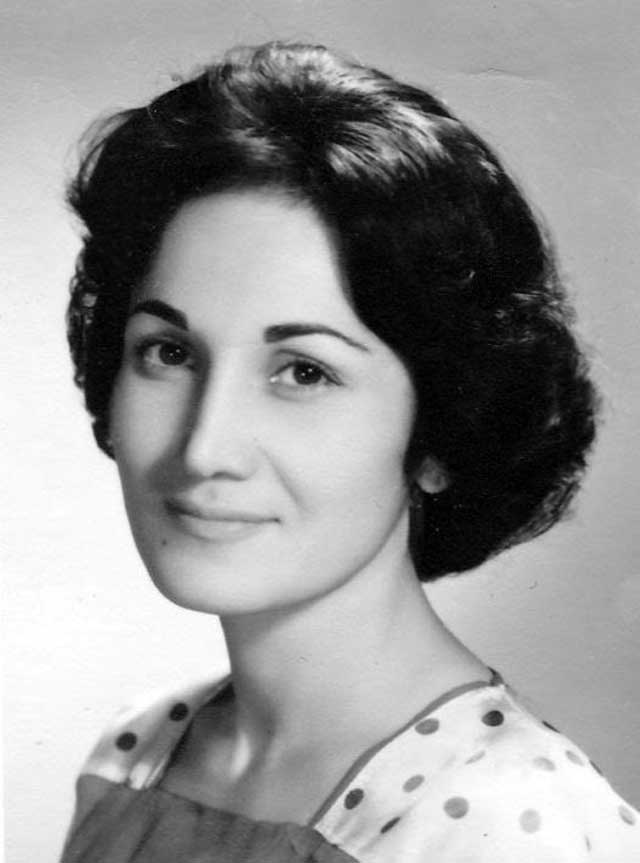
Talat Basari, la primera dona a l'Iran que va arribar a un lloc dirigent a la Universitat Shahid Chamran, moderna Universitat de Jondishapur

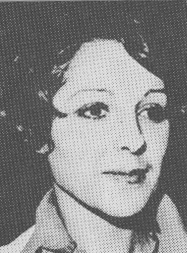
Malileh Farshid, una de les primeres i més joves dones arquitectes de l'Iran, dissenyadora del complex d'esports d'Ahvaz per la candidatura a les olimpíades de 1984

- Will V. Bet-Sayad, científic i artista
- Sousan S. Altaie, policia científic
- Ezzat Negahban, patriarca
- Mehrangiz Kar, activista pels drets humans
- Ahmad Mahmoud, novel·lista
- Hamid Dabashi, historiador
- Siavash Ghomeyshi, músic
- Patrick Monahan, actor
- Parviz Abnar, gravador de sons
- Mohammad Reza Eskandari, ministre d'agricultura
- Abu-Nuwàs, poeta
- Ali Shamkhani, ministre de defensa (1997-2005)
- Hossein Kaebi, futbolista
- Hamid Zangeneh, economista
- Jalal Kameli Mofrad, futbolista
- Hossein Shokrkon, industrial
- Seyed Kazem Alavi Fazel, psiquiatre
- Hamed Haddadi, jugador de l'NBA
- Mohammad Mousavi, solista
- Ali ibn Abbas al-Majusi, físic
- Naubakht, astrònom
- Ibn Sakkit Doraghi Ahwazi, escriptor
- Sattaar Oraki Pouri, pianista i compositor
- Farid Omran, compositor nascut a Abadan, però establert a Ahwaz
- Reza Taheri, futbolista
- Mehrzad payandeh, violinista
- Zafari, mestre